# Hypseochloa matengoensis
Hypseochloa matengoensis är en gräsart som beskrevs av Charles Edward Hubbard. Hypseochloa matengoensis ingår i släktet Hypseochloa och familjen gräs. Inga underarter finns listade i Catalogue of Life.